# الکوایفیا
ال-کوایفیا یک منطقهٔ مسکونی در لیبی است که در بنغازی واقع شده‌است.